# Ernst Marischka
Ernst Marischka (Viena, Austria; 2 de enero de 1893 - Coira, Grisones, Suiza; 15 de mayo de 1963) fue un guionista y director de cine de origen austríaco. Se le conoce sobre todo por haber dirigido la trilogía sobre la Emperatriz Isabel de Austria, protagonizada por Romy Schneider.

## Filmografía
Desde 1915 hasta 1962 dirigió 29 películas, entre las que destacan:
- Mi corazón te llama, 1934
- Marionetas, 1939
- Los jóvenes años de una reina, 1954
- La panadera y el emperador, 1955
- Sissi, 1955
- Sissi emperatriz, 1956
- El destino de Sissi, 1957

## Literatura
- Manfred Kreckel. Marischka, Ernst. En: Neue Deutsche Biographie (NDB) 16: 214 f, Duncker & Humblot. Berlín, 1990. ISBN 3-428-00197-4.

## Premios y distinciones
Premios Óscar
| Año  | Categoría       | Película            | Resultado |
| ---- | --------------- | ------------------- | --------- |
| 1946 | Mejor argumento | Canción inolvidable | Nominado  |